# Федоровцева, Арина Сергеевна
Арина Сергеевна Федоровцева (род. 19 января 2004, Москва) — российская волейболистка, нападающая-доигровщица.

## Биография
Арина Федоровцева родилась в Москве в семье Сергея Федоровцева — олимпийского чемпиона 2004 года по академической гребле. В раннем детстве занималась плаванием, но в 10-летнем возрасте перешла в волейбол в спортивную школу «Олимп». Первый тренер — Е. Н. Ефимова.
В 2018 году волейболистка переехала в Казань и была включена в состав фарм-команды казанского «Динамо» — «Динамо-Академия-УОР», и стала в её составе серебряным призёром Молодёжной лиги чемпионата России. В том же году спортсменка выиграла свой первый турнир на международном уровне, став со сборной России с возрастом игроков до 14 лет победителем чемпионата Восточно-европейской волейбольной зональной ассоциации (EEVZA)
30 октября 2019 года Федоровцева провела свой первый матч в суперлиге. В Южно-Сахалинске, куда «Динамо-Казань» на матч с местным «Сахалином» отправило молодёжную команду, волейболистка за игру набрала 28 очков. Всего же в сезоне 2019/20 Федоровцева провела за основную команду казанского клуба 12 матчей и стала обладателем золотой медали чемпионата России.
В 2021 заключила контракт с турецким «Фенербахче». В 2021 году окончила среднюю школу с золотой медалью.
В 2019 Федоровцева выступала за младшую юниорскую сборную России (возраст игроков — до 16 лет) и выиграла с ней «бронзу» чемпионата Европы, войдя в символическую сборную турнира в качестве одной из двух доигровщиц. Год спустя волейболистка с юниорской командой России (до 17 лет) выиграла первенство Европы, была признана самым ценным игроком (MVP) чемпионата и вновь включена в символическую сборную соревнований.
В 2021 году дебютировала в составе национальной сборной России в розыгрыше Лиги наций. Участвовала во всех 15 матчах сборной на турнире и набрала 190 очков.
В том же году приняла участие в Олимпийских играх в Токио и чемпионате Европы. 

### Клубная карьера
- 2018—2020 —  «Динамо-Академия-УОР» (Казань);
- 2019—2021 —  «Динамо-Казань»/«Динамо-Ак Барс» (Казань);
- с 2021 —  «Фенербахче» (Стамбул);
- 2024-2025 —  «Шанхай Брайт Юбест» (Шанхай).

## Достижения

### Клубные
- чемпионка России 2020;
  - бронзовый призёр чемпионата России 2021.
- двукратный победитель розыгрышей Кубка России — 2019, 2020.
- обладатель Суперкубка России 2020.
- победитель (2020) и серебряный призёр (2019) Молодёжной лиги чемпионата России.
- победитель розыгрыша Кубка Молодёжной лиги 2019.
- двукратная чемпионка Турции — 2023, 2024;
  - двукратный серебряный призёр чемпионатов Турции — 2022, 2025.
- двукратный победитель розыгрышей Кубка Турции — 2024, 2025;
  - двукратный серебряный призёр Кубка Турции — 2022, 2023.
- победитель розыгрыша Суперкубка Турции 2022.
- бронзовый призёр клубного чемпионата мира 2021.

### Со сборными
- чемпионка Европы среди девушек 2020.
- бронзовый призёр чемпионата Европы среди младших девушек 2019.
- чемпионка Восточно-европейской волейбольной зональной ассоциации (EEWZA) среди младших девушек 2019.
- чемпионка Восточно-европейской волейбольной зональной ассоциации среди младших девушек (возраст до 14 лет) 2018.
- участница чемпионата мира среди девушек 2019.
- бронзовый призёр Всероссийской Спартакиады 2022 в составе федеральной территории «Сириус».

### Индивидуальные
- 2019: лучшая нападающая-доигровщица (одна из двух) чемпионата Европы среди младших девушек.
- 2019: лучшая диагональная нападающая Молодёжной лиги.
- 2020: MVP и лучшая нападающая-доигровщица (одна из двух) чемпионата Европы среди девушек.
- 2020: лучшая нападающая Молодёжной лиги чемпионата России.
- 2021: лучшая подающая финального этапа чемпионата России.
- 2021: лучшая нападающая-доигровщица (одна из двух) клубного чемпионата мира.
- 2021: вошла в список лучших игроков мира по версии Международной федерации волейбола[8].
- 2022: MVP розыгрыша Суперкубка Турции.
- 2023: лучшая подающая чемпионата Турции.